# 久保寺

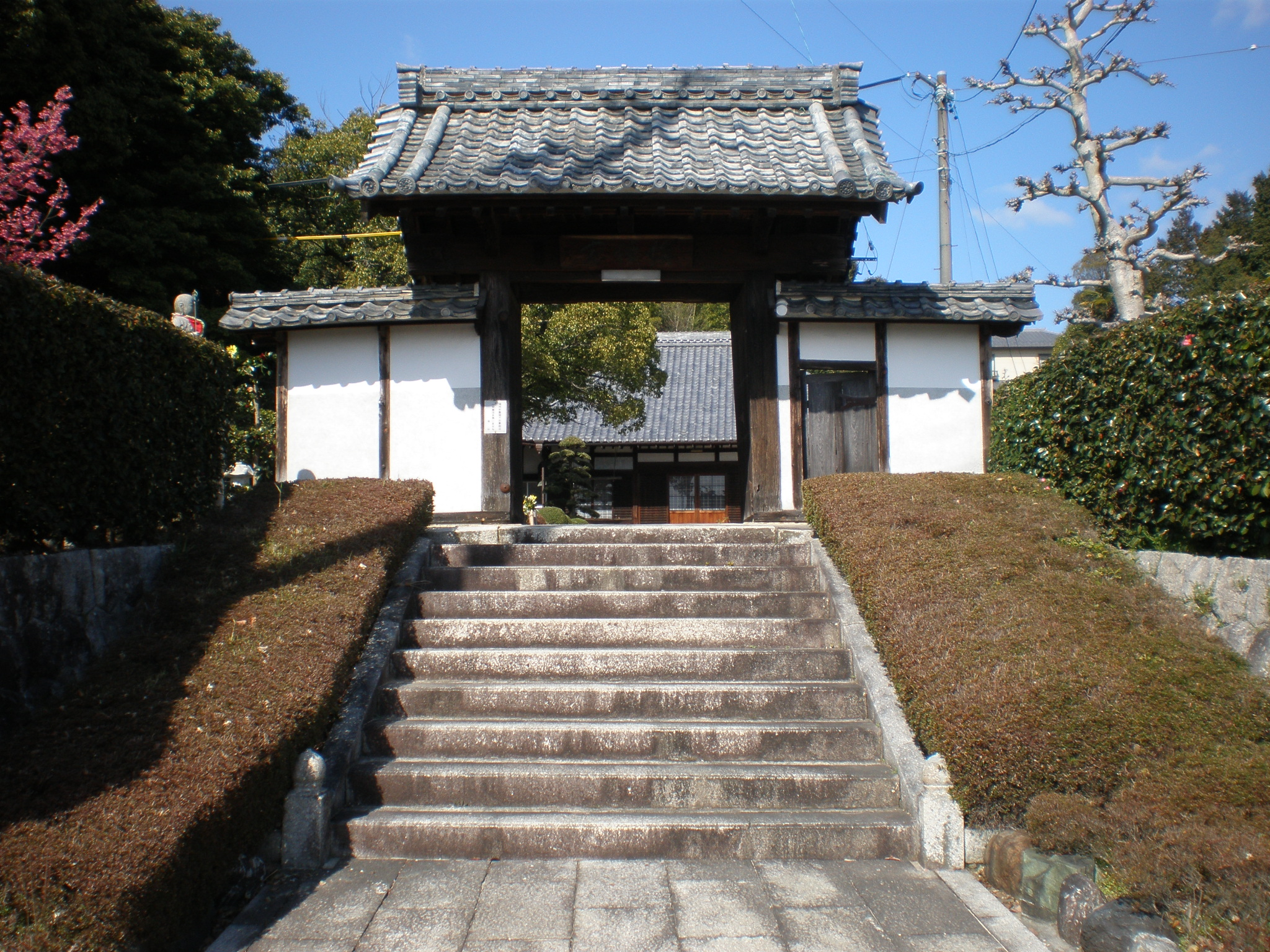
山門

久保寺（きゅうほうじ）は、愛知県小牧市にある曹洞宗の寺院。山号は護国山。愛知新四国第六十三番目の札所でもある。熊野神社が隣接する。

## 概要
天文15年（1547年）創建。
明治時代の神仏分離以前は田縣神社の神宮寺であり、旧暦1月15日の田縣神社の祭礼では神輿行列が当寺から出発していたとされる。現在は岩倉市の龍潭寺の末寺である。

## 所在地
- 愛知県小牧市久保15番地

## 交通手段
- こまき巡回バスの「小松寺」停留所下車、徒歩3分。
- 名鉄小牧線味岡駅下車、徒歩5分。